# Ghana na Letnich Igrzyskach Olimpijskich 2008
Ghanę na Letnich Igrzyskach Olimpijskich 2008 reprezentowało 9 zawodników w 2 dyscyplinach.
Był to dwunasty start reprezentacji Ghany na letnich igrzyskach olimpijskich.

## Wyniki reprezentantów Ghany

### Boks
Mężczyźni
| Zawodnik              | Konkurencja          | 1/32                      | 1/16                         | Ćwierćfinał                  | Półfinał                     | Finał                        |                              |
| Zawodnik              | Konkurencja          | Przeciwnik Punkty         | Przeciwnik Punkty            | Przeciwnik Punkty            | Przeciwnik Punkty            | Przeciwnik Punkty            |                              |
| --------------------- | -------------------- | ------------------------- | ---------------------------- | ---------------------------- | ---------------------------- | ---------------------------- | ---------------------------- |
| Manyo Plange          | Waga papierowa       | Tanamor W 6:3             | Carvalho P 12:21             | Odpadł z dalszej rywalizacji | Odpadł z dalszej rywalizacji | Odpadł z dalszej rywalizacji | Odpadł z dalszej rywalizacji |
| Issah Samir           | Waga kogucia         | Manzanilla Rangel P 10:13 | Odpadł z dalszej rywalizacji | Odpadł z dalszej rywalizacji | Odpadł z dalszej rywalizacji | Odpadł z dalszej rywalizacji |                              |
| Prince Dzanie         | Waga piórkowa        | Torriente P 2-11          | Odpadł z dalszej rywalizacji | Odpadł z dalszej rywalizacji | Odpadł z dalszej rywalizacji | Odpadł z dalszej rywalizacji |                              |
| Samuel Kotey Neequaye | Waga lekkopółśrednia | Saunders P KO (1:24)      | Odpadł z dalszej rywalizacji | Odpadł z dalszej rywalizacji | Odpadł z dalszej rywalizacji | Odpadł z dalszej rywalizacji |                              |
| Ahmed Saraku          | Waga średnia         | Hakobyan P 8:14           | Odpadł z dalszej rywalizacji | Odpadł z dalszej rywalizacji | Odpadł z dalszej rywalizacji | Odpadł z dalszej rywalizacji |                              |
| Bastir Samir          | Waga półciężka       | Dauda W RSC               | Silva P 7:9                  | Odpadł z dalszej rywalizacji | Odpadł z dalszej rywalizacji | Odpadł z dalszej rywalizacji | Odpadł z dalszej rywalizacji |

### Lekkoatletyka
Mężczyźni
| Zawodnik    | Konkurencja | Bieg eliminacyjny | Bieg eliminacyjny | Ćwierćfinał                  | Ćwierćfinał                  | Półfinał                     | Półfinał                     | Finał                        | Finał                        |
| Zawodnik    | Konkurencja | Wynik             | Miejsce           | Wynik                        | Miejsce                      | Wynik                        | Miejsce                      | Wynik                        | Miejsce                      |
| ----------- | ----------- | ----------------- | ----------------- | ---------------------------- | ---------------------------- | ---------------------------- | ---------------------------- | ---------------------------- | ---------------------------- |
| Aziz Zakari | 100 m       | 10.34             | 33 Q              | 10.24                        | 23                           | Odpadł z dalszej rywalizacji | Odpadł z dalszej rywalizacji | Odpadł z dalszej rywalizacji | Odpadł z dalszej rywalizacji |
| Seth Amoo   | 200 m       | 20.91             | 33                | Odpadł z dalszej rywalizacji | Odpadł z dalszej rywalizacji | Odpadł z dalszej rywalizacji | Odpadł z dalszej rywalizacji | Odpadł z dalszej rywalizacji | Odpadł z dalszej rywalizacji |

Kobiety
| Zawodniczka | Konkurencja | Bieg eliminacyjny | Bieg eliminacyjny | Ćwierćfinał      | Ćwierćfinał      | Półfinał         | Półfinał         | Finał                         | Finał                         |
| Zawodniczka | Konkurencja | Wynik             | Miejsce           | Wynik            | Miejsce          | Wynik            | Miejsce          | Wynik                         | Miejsce                       |
| ----------- | ----------- | ----------------- | ----------------- | ---------------- | ---------------- | ---------------- | ---------------- | ----------------------------- | ----------------------------- |
| Vida Anim   | 100 m       | 11.47             | 27 Q              | 11.32            | 14 Q             | 11.51            | 16               | Odpadła z dalszej rywalizacji | Odpadła z dalszej rywalizacji |
| Vida Anim   | 200 m       | Nie wystartowała  | Nie wystartowała  | Nie wystartowała | Nie wystartowała | Nie wystartowała | Nie wystartowała | Nie wystartowała              | Nie wystartowała              |